# Euphyia extensata
Euphyia extensata är en fjärilsart som beskrevs av Walker 1862. Euphyia extensata ingår i släktet Euphyia och familjen mätare. Inga underarter finns listade i Catalogue of Life.